# توني ساندلر
توني ساندلر (مواليد 1933  م) هو مغني بلجيكي.

## وصلات خارجية
- توني ساندلر على موقع IMDb (الإنجليزية)
- توني ساندلر على موقع ميوزك برينز (الإنجليزية)
- توني ساندلر على موقع ديسكوغز (الإنجليزية)
- توني ساندلر على موقع قاعدة بيانات الفيلم (الإنجليزية)

- توني ساندلر في قاعدة بيانات الأفلام على الإنترنت